# Andreas Heusler (filolog)
Andreas Heusler, född den 10 augusti 1865 i Basel, död där den 28 februari 1940, var en schweizisk filolog, son till juristen Andreas Heusler.
Heusler blev professor i Berlin 1914 och i Basel 1919. Han behandlade huvudsakligen forngermansk diktning, bland annat Nibelungenlied och versbyggnad samt författade dessutom Altisländisches Elementarbuch (1913) och utgav tillsammans med Felix Genzmer på tyska den poetiska Eddan.